# 노르웨이의 왕위 계승 순위
노르웨이의 현재 국왕은 글뤽스부르크 왕조의 하랄 5세이며, 왕위 계승 순위 1위는 노르웨이 왕세자 호콘이다.
1990년, 헌법 개정이 이루어진 후 성별에 관계 없이 출생 순서에 따라 계승 순위가 부여되는 절대적 맏이 상속법을 따른다.

## 왕위 계승 순위
- 하랄 5세
  - (1) 노르웨이 왕세자 호콘 (1973년)
    - (2) 노르웨이 공주 잉리드 알렉산드라 (2004년)
    - (3) 노르웨이 왕자 스베레 망누스 (2005년)

  - (4) 노르웨이 공주 메르타 루이세 (1971년)
    - (5) 메우드 안헬리카 벤 (2003년)
    - (6) 레아 이사도라 벤 (2005년)
    - (7) 엠마 탈룰라 벤 (2008년)